# Зерендинский сельский округ
Зеренди́нский се́льский окру́г (каз. Зеренді ауылдық округі) — административная единица в составе Зерендинского района Акмолинской области Республики Казахстан. Административный центр — село Зеренда.

## География
Сельский округ расположен на юге района, граничит:
- на северо-востоке с Чаглинским сельским округом,
- на востоке со сельским округом имени Сакена Сейфуллина,
- на юго-востоке с Кызылегисским сельским округом,
- на юге с Викторовским сельским округом,
- на западе с Байтерекским сельским округом,
- на северо-западе с Троицким сельским округом,
- на севере с Приреченским сельским округом.

Через территорию сельского округа проходит автодорога Р-12. Имеются 2 озёра. 
На малой части территории округа находится Кокшетауский национальный парк.

## История
В 1989 году существовал как Зерендинский сельсовет (сёла Зеренда, Заборовка, Кеноткель, Кошкарбай).
В 1990-е годы село Коктерек было включено в состав сельсовета из Кызылегисского сельсовета, село Красный Кордон из Подлесного сельсовета. Село Заборовка было переименовано в Айдарлы.
Позже село Кеноткель было передано в состав Троицкого сельского округа.
В 2010 году, село Красный Кордон было передано в состав Байтерекского сельского округа, село Кошкарбай в состав Троицкого сельского округа.

## Население
| Численность населения | Численность населения | Численность населения |
| 1989                  | 1999                  | 2009                  |
| --------------------- | --------------------- | --------------------- |
| 9257                  | ↘9108                 | ↘8358                 |

## Состав
В состав сельского округа входят 3 населённых пунктов.
| № | Населённый пункт | Тип населённого пункта       | Население, 1989 | Население, 1999 | Население, 2009 |
| - | ---------------- | ---------------------------- | --------------- | --------------- | --------------- |
| 1 | Айдарлы          | село                         | 346             | 266             | 307             |
| 2 | Зеренда          | село, административный центр | 8 523           | 7 698           | 7 083           |
| 3 | Кеноткель        | село (передано)              | 321             | -               | -               |
| 4 | Коктерек         | село                         | -               | 419             | 305             |
| 5 | Кошкарбай        | село (передано)              | 67              | 210             | 207             |
| 6 | Красный Кордон   | село (передано)              | -               | 515             | 456             |

## Экономика
Согласно отчёту акима сельского округа за 2020 год:
Функционируют 4 ТОО и 59 крестьянских хозяйств, работа которых в основном ориентирована на аграрном производстве. Посевная площадь в 2020 году составила — 18 685 га. Пастбища — 9 327 га, сенокос — 2 285 га. Средняя урожайность зерновых составило 18,0 ц/га, в сравнении с 2019 годом, где урожайность составляла 17,4 ц/га.  
На территории сельского округа животноводством занимаются 3 сельскохозяйственных производственных кооператива а так же 13 индивидуальных предпринимателя. Количество поголовья в округе включая частный сектор на 1 января 2021 года составила: КРС — 1 865, МРС — 6 040, лошади — 1 433, свиньи — 224, домашней птицы — 7 613. 
По состоянию на 1 января 2021 года население округа обслуживают: 55 — торговых точек, 9 — кафе, 5 — ресторанов, 6 — парикмахерских, 2 — швейных ателье, 4 — аптеки, 1 — фотосалон, 2 — частных стоматологических кабинета и 1 — ателье по ремонту и пошиву обуви. Всего в сфере предпринимательства занято 1 616 человек, без учета работающих на сезонных работах.

## Объекты округа
Образовательная сфера округа представлена 5 школами, 3 из которых средние и 2 основные, в которых обучаются более 1 000 учащихся. Штат педагогов укомплектован полностью. Также в сфере дошкольного образования функционируют 2 детских сада и 3 мини центра число посещающих составляет – более 500 детей.
Оказанием медицинской помощи населению занимается ЦРБ, ЦРП и 2 мед. пункта.